# Belzoni (Mississippi)
Belzoni [ejtsd: belzona] város az Amerikai Egyesült Államokban, Mississippi államban, Humphreys megye székhelye a Mississippi deltájában. Fekvése miatt „A delta szíve” jelzővel illetik, mivel a Yazoo–Mississippi-delta közepén helyezkedik el. Lakossága a 2000. évi népszámláláskor 2663 fő volt, területe kereken 1,0 négyzetmérföld, azaz 2,59 km². A környéket régebben Greasy Rownak (kb. Köpködősor) nevezték a Yazoo folyó partján sorakozó kocsmák miatt. A város mai nevét közvetve Giovanni Battista Belzoni cirkuszi erőművész, az ókori Egyiptom kincseit kutató kalandor után kapta.

## Éghajlata
Belzoni éghajlata párás, szubtrópusi. A nyár forró, a tél enyhe és rövid. A csapadék eső formájában hullik, mennyisége a magyarországinál bőségesebb, közel kétszerese. Az éghajlati viszonyokról az állam fővárosára, Jacksonre vonatkozó adatok mutatnak jellemző képet.
| Hónap                         | Jan. | Feb. | Már. | Ápr. | Máj. | Jún. | Júl. | Aug. | Szep. | Okt. | Nov. | Dec. | Év   |
| ----------------------------- | ---- | ---- | ---- | ---- | ---- | ---- | ---- | ---- | ----- | ---- | ---- | ---- | ---- |
| Átlagos max. hőmérséklet (°C) | 13,1 | 15,6 | 20,7 | 25,2 | 28,2 | 32,6 | 33,6 | 33,3 | 31,1  | 26,2 | 20,7 | 15,3 | 24,7 |
| Átlagos min. hőmérséklet (°C) | 0,4  | 2,1  | 6,7  | 11,1 | 15,6 | 19,5 | 21,4 | 20,9 | 17,6  | 10,2 | 5,7  | 2,3  | 11,2 |
| Átl. csapadékmennyiség (mm)   | 133  | 119  | 148  | 142  | 128  | 81   | 115  | 96   | 90    | 83   | 122  | 150  | 1407 |
| Forrás: Világmeteorológia     |      |      |      |      |      |      |      |      |       |      |      |      |      |

## Története
A Delta területe igen elmaradott volt, amikor az 1820-as évek végén a vidéket felosztották a környező államok között. Ugyanakkor a terület kiváló termőképességű volt, és indiánok sem lakták, miután korábban már „eltávolították” őket. Natchez, Alabama, Virginia és Tennessee gazdag befektetői kértek és kaptak jogot az államtól a földterületek elfoglalására. Az első nagyobb területet William Hamer és Alvarez Fisk kapta meg. Hamer szinte azonnal eladta a birtokát Fisknek, és a területet Fisk-birtoknak vagy Belzoni-ültetvénynek nevezték el akkoriban. Fisk később további területekkel bővítette a földjeit. Ugyanakkor prominens személyiség volt, aki könyvtárakat és iskolát alapított, és jelentős részt vállalt a környék vallási életében is. A földvásárlások állami bejegyzése 1832. május 2-ára van datálva. Három évvel később Fisk eladta a birtokainak egy részét, és a Yazoo-folyótól nyugatra eső részt tartotta meg magának és családjának, amit onnantól fogva Fisk Landing-nek vagy Belzoni Landing-nek (Fisk- vagy Belzoni-partnak) neveztek. Amikor az ettől délebbre épült település, Burtonia Landing leégett 1888-ban, a lakosai feljebb költöztek a folyó mentén, Belzoni Landing területére, és ott épült meg a város első központja, Greasy Row néven. 1895-ben lett hivatalosan is Belzoni a város neve, a Fisk-ültetvény, és így közvetve Giovanni Battista Belzoni után. A város első polgármestere Steve Castelmann volt, aki a névváltozás bejegyzését kijárta a kormányzónál.

### Harc a megyéért
1870-ben James R. Powell ezredes, a Daybreak ültetvény tulajdonosa fejébe vette, hogy a régebbi megyéktől elcsatolt területen új megyét alapít, és annak Burtonia lesz a székhelye, és Powell megyének fogják hívni. Tizenkét évi küzdelem után sem sikerült az állammal elfogadtatnia a tervét, amiért valójában egyedül harcolt. Halála után azonban R. V. Powers ezredes felkarolta az ügyet, és most már Powers megye megvalósításáért folyt a jogi küzdelem, ami csak 1918-ban ért véget, amikor a megalakuló megyét végül Humphreys megyeként regisztrálták. A névadó Benjamin Grubbs Humphreys, aki 1865 és 68 között kormányzó volt Mississippi államban.

### Polgári jogi mozgalom

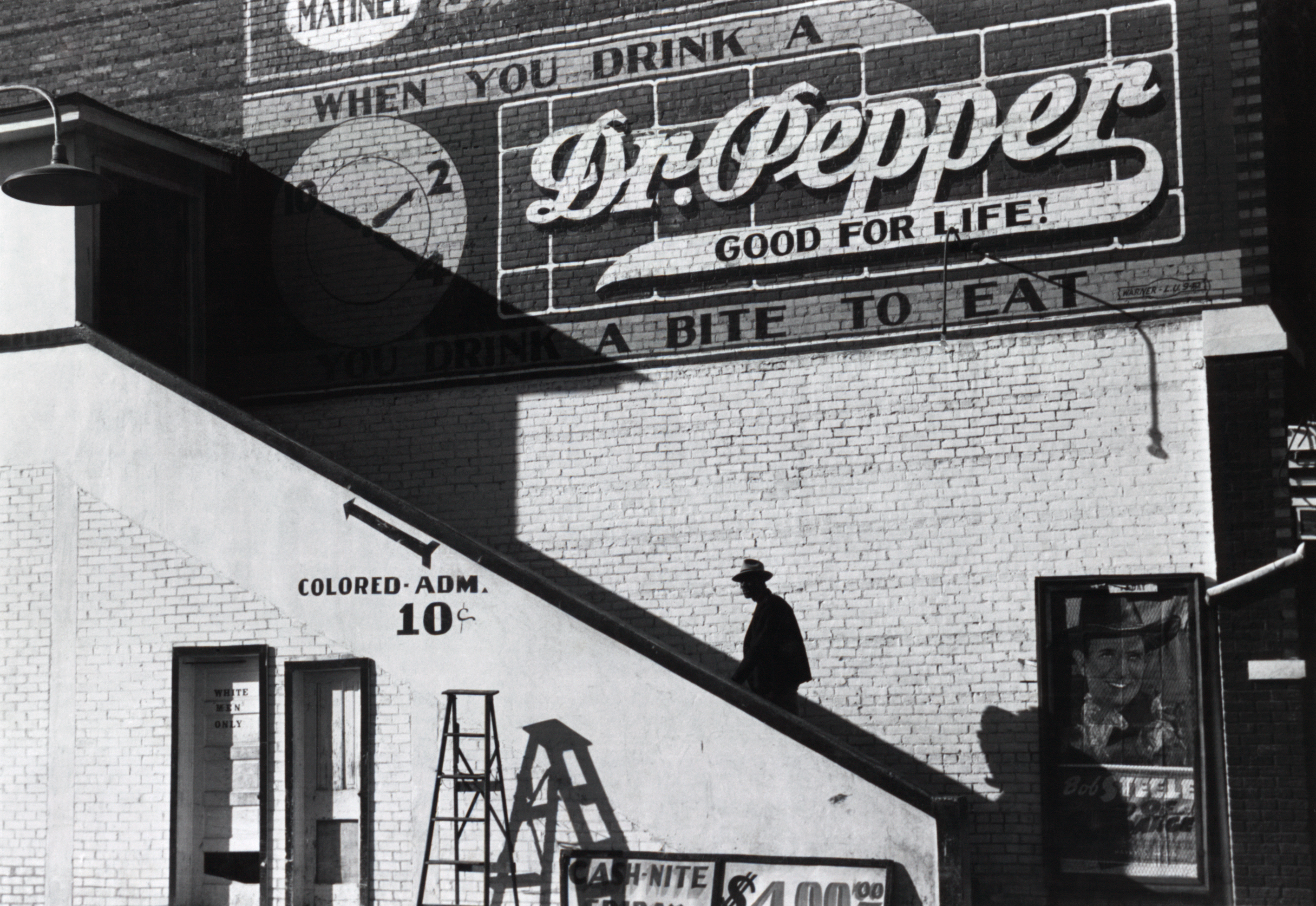
Afrikai-amerikai férfi tart Belzoni Crescent Filmszínháza színesbőrűeknek elkülönített bejárata felé egy szombat délután, 1939-ben

1955-ben Belzoni Church Street nevű utcáján gyilkolták meg az afrikai-amerikai George W. Lee tiszteletest, aki a feketék választójogáért küzdött. A gyilkosságot több szemtanú is látta, de a két merénylőt nem sikerült azonosítani. A városi ügyészség Hugh L. White kormányzó utasítására megtagadta a nyomozást az ügyben. A merénylet után gyakran emlegették a várost Bloody Belzoni (Véres Belzoni) néven.
Az események hatására az emberi jogi mozgalom jelentős eredményeket ért el Humphreys megyében, és az afrikai-amerikai polgárok élete jelentős mértékben javult a következő évtizedekben. 2006-ban Belzoni afrikai-amerikai polgármestert választott, Wardell Walton személyében.

## Népesség
A város lakossága a 2000. évi népszámlálás szerint 2663 fő volt, 2002-ben 2517 fő, 2008-ban 2437 fő. 2000. és 2008. között a népesség −8,7%-kal változott. A városban az átlagéletkor 29,9 év, míg Mississippi államban 33,8 év. 2008-ban a férfiak aránya 46,2%, a nőké 53,8%.  Az életkori megoszlás árnyalja a kialakuló képet, ugyanis a nők között legtöbben a 19 éves korosztályhoz tartoznak, férfiak között a 14–17 évesekhez. A 27–39 évesek, és az 50–56 évesek között magasabb a férfiak aránya, mint a nőké.
A lakosság etnikai megoszlása 2008-ban erősen afrikai-amerikai túlsúlyt mutat: 68,1%-kal a legnagyobb lélekszámú etnikum a városban. Őket a fehér, nem latin lakosság követi 30,4%-kal. A latin lakosság aránya 1,4%, míg 0,6% az egyéb etnikumhoz tartozó polgárok aránya.

## Gazdasága
Belzoni büszkén hirdeti, hogy „A világ harcsa-fővárosa”. A környéken 117 harcsanevelő telep van, és egy Harcsa Intézet (Catfish Institute) is működik a közeli Jacksonben. A megyében 141 630 hektárnyi területen tenyésztenek harcsát, egy hektárnyi területen megközelítőleg 14 830 példányt nevelnek évente. A Belzoniban található látogató centrum évente 3000 érdeklődőt fogad.

### Kereskedelem
A városban 2002-ben 4 nagykereskedés működött, ezek közül 3 tartós fogyasztási cikkekkel foglalkozott. Kiskereskedelmi egységből 22 üzemelt, a legtöbbjük, szám szerint 6, üzemanyagtöltő állomás. 3 szakosodott élelmiszer-kereskedés mellett 2 vegyesbolt, és számos más üzlet működött. A kiskereskedelemben dolgozók száma 205 fő volt a felmérés idején. A kereskedelmi vendéglátó helyek száma 4 volt. Egészségügyi és szociális szolgáltatásokkal 7 vállalkozás foglalkozott, 39 főnek biztosítva munkát.

### Jövedelmek, megélhetés, munka
A városban lakó családok átlagos jövedelme 2000-ben 20 690 dollár volt, 2008-ban 24 371 dollár. Ugyanez az adat 2008-ban Mississippi államra vonatkoztatva lényegesen magasabb, 37 790 dollár. Az egy főre jutó átlagos éves jövedelem 2008-ban 15 915 dollár volt Belzoniban. A 2009 decemberében számított költségalapú megélhetési index igen alacsony: az Egyesült Államok országos átlagához képest 81,6%.
Belzoni 1040 lakóházából 2008-ban 926-ot laktak, 536-ot a tulajdonosaik, míg 390-et bérlők. Az ingatlanokat bérlők aránya magas: 42% az országos arányhoz, 28%-hoz képest.
Az ingatlanok átlagos forgalmi értéke 2008-ban 148 691 dollár volt, míg a szerződések szerinti átlagos éves bérleti díj 309 dollár. A bérleti díjak szélső értékei 176, illetve 408 dollár voltak. A 2008-ban elért átlagos bruttó bérleti díj 515 dollár. 252 lakást terhelt jelzálog, míg mindössze 266 ház volt teljesen tehermentes.
Belzoniban a munkanélküliség 14,3%. A fekete munkanélküliek aránya jelentősen magasabb, 10,6%, míg a fehér munkanélküliek aránya 5,7%.
A munkaképes dolgozók közül mindössze 9 fő dolgozik otthon (0,09%). A munkahelyre jutás a legtöbb dolgozónak, 405 főnek kevesebb, mint 10 percet vesz igénybe, és mindössze 23-an dolgoznak egy órányi útnál távolabb a lakóhelyüktől. A munkába járást legtöbben személygépkocsival oldják meg, 663 fő egyedül ül autóba, ha munkába indul, míg a dolgozók negyede, 238 fő másokkal közösen. Mindössze 4% (36 fő) jár gyalog a munkahelyére.

## Kultúra
A városban működik egy hímzéseket bemutató múzeum és egy, az őslakosok életét bemutató Native American Museum a városhoz tartozó, attól négy mérföldre található Jaketownban. A városban minden év áprilisában megrendezik a Harcsa Világfesztivált is, és a Harcsaparádé keretében színesre festett, műanyag harcsaszobrokat helyeznek el a közterületeken. A parádét helyi és megyei szintű kulturális intézmények támogatják. A parádét és a fesztivált 1976 óta rendezik, és az első évben mindössze 3000 látogatója volt. Azóta jelentős mértékben fejlődött, és Észak-Amerika száz legérdekesebb rendezvénye közé is jelölték már. A fesztiválon a gasztronómiai (harcsaevés), sporteseményeket [5k (5 km-es) futás vagy gyaloglás] karneválszerű forgatag kíséri.
A városban államilag támogatott közkönyvtár működik. A támogatásának mértéke 2002-ben az országos átlag alatt maradt.
A város különösen büszke rendezett és élhető voltára. A helyi újság The Belzoni Banner címen jelenik meg, 1914 óta.

### Közoktatás
Belzoni Humphreys megye iskolakörzetéhez tartozik. Öt köziskola, és egy teljes akkreditációval rendelkező magániskola látja el a szolgálatot.

### Média
A városban két helyi rádióadó sugároz, mindkettő country zenét. A WELZ-AM 1460 Hz-es középhullámú sávon, a WBYP-FM a 107.1 MHz-es ultrarövidhullámú sávon fogható.

## Közbiztonság
A város közbiztonsága igen jónak minősül. 2003-ban az FBI jelentése szerint 21 súlyos bűncselekmény történt a városban, ebből 1 gyilkosság. Az ezer lakosra jutó súlyos bűncselekmények száma mindössze 8,1 volt.